# Carlos Alberto Martínez (militar)
Carlos Alberto Martínez (Buenos Aires, 13 de abril de 1928-San Miguel, Buenos Aires, 7 de abril de 2013) fue un militar argentino, perteneciente al Ejército Argentino, que alcanzó la jerarquía de general de división, que durante casi todo el Proceso de Reorganización Nacional se desempeñó como Secretario de Inteligencia del Estado entre el 23 de enero de 1978 y 1983.
Regresó a la SIDE en la década de 1989, cuando fue nombrado como Director de la Escuela de Inteligencia por Juan Bautista Yofre.
Asistió a la Escuela de las Américas. Fue Subjefe y Jefe II de Inteligencia del Estado Mayor del Ejército en 1974 y 1975, respectivamente. Si bien tuvo una activa participación en el terrorismo de Estado durante el gobierno militar, no fue hasta 2012 que fue procesado por crímenes de lesa humanidad, sin embargo, nunca fue condenado. Falleció en prisión domiciliaria en su casa de San Miguel el 7 de abril de 2013 a la edad de 84 años.